# Alcan Border
Alcan Border est une localité d'Alaska aux États-Unis, appartenant à la Région de recensement de Southeast Fairbanks. Sa population était de 33 habitants en 2010.
Elle est située juste à l'intérieur de la frontière de l'état d'Alaska, au sud-est de Northway, le long de la Route de l'Alaska.
Les températures extrêmes vont de −33 °C en hiver à 21 °C en été.
Son nom provient du nom de la route de l'Alaska, appelée aussi Alaska-Canadian Highway, ou Alcan. Ses habitants travaillent en majorité dans les offices gouvernementaux des douanes.

## Démographie
| 1990 | 2000 | 2010 | - | - | - |
| ---- | ---- | ---- | - | - | - |
| 27   | 21   | 33   | - | - | - |